# Franz Kottek
Franz Kottek (* 22. Oktober 1922 in Buschullersdorf; † 13. Jänner 2007 in Klagenfurt am Wörthersee) war ein österreichischer Politiker (SPÖ) und Kammeramtsdirektor. Kottek war von 1980 bis 1984 Abgeordneter zum Nationalrat.
Kottek besuchte nach der Volksschule ein Realgymnasium, das er mit der Matura abschloss. Kottek besuchte die Sozialakademie und war Kammeramtsdirektor der Kammer für Arbeiter und Angestellte für Kärnten. Er wirkte zudem als Vorsitzender des Aufsichtsrates der Wohn- und Siedlungsgenossenschaft „Fortschritt“ und war Landesobmann-Stellvertreter der Kärntner Volkshochschulen sowie  Landesobmann des ARBÖ Kärnten. Kottek war zwischen dem 21. Oktober 1980 und dem 9. Mai 1984 Abgeordneter zum Nationalrat.
Franz Kottek war von 1964 bis zu seiner Deckung 1999 Mitglied der Freimaurerloge Zu den 3 Säulen im Süden.